# Oumar Sissoko (taekwondo)
Oumar Sissoko (12 de julio de 1997) es un deportista maliense que compite en taekwondo. Ganó una medalla en los Juegos Panafricanos de 2015 y dos medallas en el Campeonato Africano en los años 2016 y 2018.

## Palmarés internacional
| Juegos Panafricanos | Juegos Panafricanos               | Juegos Panafricanos | Juegos Panafricanos |
| Año                 | Lugar                             | Medalla             | Categoría           |
| ------------------- | --------------------------------- | ------------------- | ------------------- |
| 2015                | Brazzaville (República del Congo) | Medalla de bronce   | –63 kg              |
| Campeonato Africano |                                   |                     |                     |
| Año                 | Lugar                             | Medalla             | Categoría           |
| 2016                | Puerto Saíd (Egipto)              | Medalla de bronce   | –63 kg              |
| 2018                | Agadir (Marruecos)                | Medalla de plata    | –63 kg              |